# Oliver Hoare
Oliver Hoare (Sydney, 29 gennaio 1997) è un mezzofondista australiano, medaglia d'oro nei 1500 metri piani ai Giochi del Commonwealth 2022.

## Record nazionali
Seniores
- 1500 m piani: 3'29"41 ( Oslo, 15 giugno 2023)
- 1500 m piani indoor: 3'32"35 ( New York, 13 febbraio 2021)
- Miglio: 3'47"48 ( Oslo, 16 giugno 2022)
- Miglio indoor: 3'50"83 ( New York, 29 gennaio 2022)
- 5000 m piani indoor: 13'09"96 ( Boston, 4 dicembre 2021)

## Palmarès
| Anno | Manifestazione          | Sede       | Evento          | Risultato  | Prestazione | Note                          |
| ---- | ----------------------- | ---------- | --------------- | ---------- | ----------- | ----------------------------- |
| 2021 | Giochi olimpici         | Tokyo      | 1500 m piani    | 11º        | 3'35"79     | [ 1 ]                         |
| 2022 | Mondiali indoor         | Belgrado   | 1500 m piani    | 5º         | 3'34"36     | [ 2 ]                         |
| 2022 | Mondiali                | Eugene     | 1500 m piani    | Semifinale | 3'38"36     | [ 3 ]                         |
| 2022 | Giochi del Commonwealth | Birmingham | 1500 m piani    | Oro        | 3'30"12     | Miglior prestazione personale |
| 2023 | Mondiali di cross       | Bathurst   | Staffetta mista | Bronzo     | 23'26"      |                               |
| 2024 | Giochi olimpici         | Parigi     | 1500 m piani    | Batteria   | 3'39"11     |                               |

## Altre competizioni internazionali
2021
- Oro al New Balance Indoor Grand Prix ( New York), 1500 m piani - 3'32"35
- Argento al British Grand Prix ( Gateshead), 1500 m piani - 3'36"58
- 5º al Prefontaine Classic ( Eugene), Miglio - 3'51"63
- Argento al Memorial Van Damme ( Bruxelles), 1500 m piani - 3'33"79
- 4º al Weltklasse Zürich ( Zurigo), 1500 m piani - 3'32"66

2022
- Oro al Millrose Games ( New York), Miglio - 3'50"83
- Bronzo al Müller Birmingham Diamond League ( Birmingham), 1500 m piani - 3'35"76
- Argento al Prefontaine Classic ( Eugene), Miglio - 3'50"65
- Argento al Bislett Games ( Oslo), Miglio - 3'47"48
- 12º all'Athletissima ( Losanna), 1500 m piani - 3'37"81
- Bronzo al Weltklasse Zürich ( Zurigo), 1500 m piani - 3'30"59

2023
- Bronzo al Millrose Games ( New York), Miglio - 3'50"83
- Bronzo al Meeting international Mohammed VI d'athlétisme de Rabat ( Rabat), 1500 m piani - 3'33"39
- 7º ai Bislett Games ( Oslo), 1500 m piani - 3'29"41
- Oro al London Athletics Meet 2024 ( Londra), Miglio - 3'49"03

## Campionati nazionali
- 1 volta campione nazionale australiano dei 1500 m piani (2022)

2022
- Oro ai campionati australiani (Sydney), 1500 m piani - 3'40"79